# 2410 Morrison
2410 Morrison este un asteroid din centura principală, descoperit pe 3 ianuarie 1981 de Edward Bowell.